# Shadow of the Beast II
Shadow of the Beast II è un videogioco a piattaforme pubblicato da Psygnosis nel 1990 per Amiga e successivamente uscito per Atari ST, Sega Mega Drive, Mega CD e FM Towns, seguito di Shadow of the Beast.
Il seguito fu Shadow of the Beast III (1992).

## Trama
Il negromante Zelek, servo di Maletoth (il cattivo del primo gioco) rapisce la nipotina neonata del protagonista per usarla per riportare Maletoth in vita, o meglio, in forma fisica. Il protagonista, armato con una palla di ferro su catena, parte per recuperarla dalla dimora di Zelek in Karamoon. Dovrà recuperare le parti necessarie per permettere a un anziano di creare per lui un incantesimo in grado di sconfiggere Zelek. Poi dovrà trovare il modo di raggiungere Karamoon. Alla fine del gioco la scritta finale suggerisce che Maletoth è ancora vivo in un luogo sconosciuto.

## Modalità di gioco
Se il primo episodio è sostanzialmente un gioco di tipo arcade dove gli enigmi si limitano al recupero di un paio di chiavi e risolvere qualche intricato labirinto, in questo secondo episodio la componente adventure è consistente. Dopo una lunga presentazione, il giocatore viene proiettato in una terra magica e tenebrosa ad affrontare un grande labirinto di piattaforme bidimensionale. Si può iniziare prendendo una qualsiasi direzione e cimentarsi immediatamente nei problemi che subito si incontrano in un combinato di rompicapo e nemici da eliminare usando la mazza ferrata. Durante il gioco si viene inoltre teletrasportati in altri mondi oppure catturati da indigeni e posti in cella, dove l'enigma da risolvere è appunto trovare un modo per evadere.
I tredici livelli a scorrimento parallattico, caratteristica del gioco precedente, sono scomparsi lasciando il passo a un'unica ed enorme area polidirezionale con due soli livelli di parallasse, e il personaggio principale non è più il "caprone", ma una sorta di ingobbito uomo primitivo.

## Accoglienza
Le recensioni del gioco furono molto variabili, con alcuni giudizi molto positivi, come il 94% di Amiga Magazine 18.
La critica della rivista The Games Machine evidenziò la difficoltà che il giocatore deve affrontare; non mancano i tocchi di classe nell'estetica, come le chitarre elettriche digitalizzate della sequenza di game over.